# Izbica-massakern
Izbica-massakern är den största massakern under Kosovokriget som ägde rum den 28 mars 1999 i orten Izbica i Drenica-regionen och begicks av serbiska paramilitärer mot 146 civila av albanskt ursprung.